# Geoffrey Mason
Geoffrey Travers Mason (ur. 13 maja 1902 w Filadelfii, zm. 5 stycznia 1987 w East Providence) – amerykański bobsleista.
W 1928 w Sankt Moritz zdobył złoty medal na zimowych igrzyskach olimpijskich.